# Quercanus viridigaster
Quercanus viridigaster är en stekelart som beskrevs av Heydon 1994. Quercanus viridigaster ingår i släktet Quercanus och familjen puppglanssteklar. Inga underarter finns listade i Catalogue of Life.